# Пелхэм, Саквилл Джордж, 5-й граф Ярборо
Саквилл Джордж Пелхэм, 5-й граф Ярборо (англ. Sackville George Pelham, 5th Earl of Yarborough; 17 декабря 1888 — 7 февраля 1948) — британский пэр и военный, носивший титул лорда Уорсли с 1914 по 1926 год и известный как лорд Коньерс с 1926 года до своего вступления в графство в 1936 году.

## Биография
Родился 17 декабря 1888 года. Второй сын Чарльза Пелхэма, 4-го графа Ярборо (1859—1936), и его жены Марсии Пелхэм, графини Ярборо (1863—1926). Он получил образование в Итонском колледже (Виндзор, Беркшир) и в Тринити-колледже Кембриджского университета, Кембридж, Кембриджшир.
В 1910 году он стал младшим лейтенантом 11-го гусарского полка и сначала воевал в звании лейтенанта во Франции во время Первой мировой войны, а затем получил звание капитана в 1916 году. Во время войны его старший брат Чарльз погиб в бою, а Саквилл принял титул учтивости — лорд Уорсли. После войны он был награжден Военным крестом и ушел из армии в 1919 году.
В 1926 году лорд Уорсли стал майором йоменов Шервудских рейнджеров и после смерти своей матери в том же году унаследовал баронства Коньерс и Фоконберг, а также португальское графство Мертола. Позже в 1936 году он унаследовал графство Ярборо от своего отца.
С 1936 по 1940 год граф Ярборо в звании подполковника командовал йоменами Шервудских рейнджеров и участвовал во Второй мировой войне с 1939 по 1944 год. Вместе со своей женой он пережил бомбардировку воздушного бомбардировщика корабля RMS Empress of Britain в октябре 1940 года (и позже затонул под буксиром), в результате чего 45 человек погибли у берегов Ирландии. После его смерти в 1948 году графство, Броклсби-Парк и умеренно большая площадь сельскохозяйственных угодий перешли к его младшему брату Маркусу, в то время как графство перешло к его старшей дочери, леди Диане, а баронства были приостановлены между двумя его дочерьми. Смерть его младшей дочери в 2012 году положила конец этому в пользу Дианы, которая, таким образом, унаследовала от него титулы баронессы Коньерс и баронессы Фоконберг.

## Семья
23 сентября 1919 года Джордж Пелхэм женился на Нэнси Броклхерст (? — 27 октября 1977), дочери Альфреда Броклхерста и Флоренс Литтл, племяннице лорда Рэнксборо. У пары было две дочери:
- Диана Мэри Пелхэм, баронесса Фоконберг (5 июля 1920 — 2 марта 2013), жена с 1952 года Роберта Миллера (? — 1990)
- Леди Джун Венди Пелхэм (6 июня 1924 — 17 мая 2012), в 1959 году вышедшая замуж за майора Майкла Хилдесли Лисетта (? — 2016)[2].